# Kimberley (Canada)
Kimberley è una municipalità del Canada situata nella parte meridionale della Columbia Britannica.